# Шатрищи
Шатрищи — село  в Износковском районе Калужской области России. Административный центр сельского поселения  «Село Износки»

## География
Расположено у реки Рашена. Рядом — Торфяная, Износки.

## Население
| 2002 | 2010 |
| ---- | ---- |
| 5    | ↘4   |

## История
Одно из мест проживания медынский карел
Шатринская гора при деревне — известное место Калужской области.